# Wyspa Niedźwiedzi
Wyspa Niedźwiedzi (fr. L’Île aux Ours, 1992) – francuski serial animowany, wykonany po raz pierwszy techniką 2D i 3D. Polska premiera miała miejsce 12 lutego 1994 roku na TVP1 w ramach wieczorynki. Serial był też emitowany w paśmie Bajkowe kino w TVN.

## Fabuła
Na Archipelag Królików trafia skrzynka z tajemniczym rozbitkiem. Jest to niedźwiedź polarny w masce, którego króliki, mimo ostrzeżeń czarownika, postanawiają zatrzymać. Edi, bo tak został nazwany rozbitek, zamieszkał na wyspie i został wychowany przez króliki. Jego przyjacielem zostaje młody królik - Max. Pewnego dnia Edi znajduje zagubioną przez piratów butelkę, w której mieszka duch o imieniu Ok. Wyjawia on, że Edi jest niedźwiedziem polarnym i musi wrócić na swoją wyspę. Tak rozpoczyna się wyprawa balonem Ediego, Maxa i Oka w poszukiwaniu Wyspy Niedźwiedzi. Na swojej drodze główni bohaterowie pokonują różne przeciwności losu. Przez cały czas podróży są ścigani przez nieudacznych piratów, próbujących odzyskać Oka, ale prawdziwe kłopoty zaczynają się, gdy spada na nich gniew rządzących światem czterech Pogodotwórców. W ich skład wchodzą: Ptak Grom - władca wichru i sztormów, Syrena Lodyna - rządząca śniegiem i lodem (wcześniej była dosyć przyjaźnie nastawiona do Ediego, Maxa i Oka), Czarownica Marwelina - odpowiedzialna za upały, oraz Małpa Tropik - władca wilgoci i roślinności. Pogodotwórcy próbują zgładzić niedźwiedzia w masce i jego kompanów z powodu objawionej Marwelinie przepowiedni, wedle której cała czwórka straci swoją moc, gdy tylko Edi odnajdzie tytułową Wyspę Niedźwiedzi. Najbardziej nieobliczalnym z Pogodotwórców jest okrutny Tropik, mający w posiadaniu prywatną armię i fabrykę eliksiru okrucieństwa, przy pomocy którego chce zapanować nad całym światem. Edi, Max i Ok w swoich przygodach trafiają między innymi do niewoli na targ niewolników na Wyspie Antarkos, do laboratorium Doktora Lękusa, testującego eliksir okrucieństwa, oraz na Wyjącą Wyspę piratów. W wydostaniu się z wielu tarapatów, bohaterom pomagają nieliczne dobre postacie, takie jak podróżujący aeroplanem Różowy Baron i pelikan Jeremy.

## Bohaterowie
- Edi – niedźwiedź polarny, główny bohater
- Max – królik, przyjaciel Ediego
- Duszek Ok – towarzysz podróży
- Ptak Grom – pogodotwórca, władca Morza Cyklonów; siedziba – Pałac Wichrów
- Syrena Lodyna – pogodotwórczyni, władczyni Morza Białego; siedziba – Kryształowa Katedra
- Czarownica Marwelina – pogodotwórczyni, władczyni Morza Gorących Wysp; siedziba – wulkan
- Małpa Tropik – pogodotwórca, władca Wysp Ciemności i Smoków Wampirów; siedziba – forteca
- Smoki Wampiry – lojalna armia Małpy Tropik
- Pirat Trąbek – szef pirackiej bandy
- Bob – szef łowców nagród
- Kafukai – przyjazny stwór żyjący na Kaktusowej Wyspie
- wuj Archiwald – wuj Maxa, został na Archipelagu Królików
- Morfolo – pomocnik doktora Lękusa, a następnie czarownicy Marweliny
- Różowy Baron – obrońca dzieci i skrzywdzonych zwierząt
- Jeremy – pelikan
- Yeti – służący Lodyny
- Krititi – potwór z Wulkanu, ulubieniec czarownicy Marweliny
- Benlezar – handlarz niewolników z Antarkos
- Dr. Lękus – wynalazca eliksiru okrucieństwa
- Bartaba – żółty kat, występuje w czasie egzekucji Różowego Barona
- Piraci burzowcy – poddani Pirata Trąbka

## Wersja polska
Wersja polska: Master Film

Reżyseria: Ilona Kuśmierska

Dialogi: Joanna Klimkiewicz

Dźwięk: Joanna Napieralska

Montaż: Jan Graboś

Kierownictwo produkcji: Jacek Osławski

Wystąpili:
- Roch Siemianowski – Edi
- Małgorzata Boratyńska – Max
- Włodzimierz Nowakowski – duszek Ok
- Mariusz Leszczyński – Yeti, służący Syreny Lodyny
- Jerzy Rogowski – narrator
- Tomasz Marzecki – 
  - Ptak Grom,
  - Morfolo
- Mieczysław Gajda – 
  - doktor Lękus,
  - Ryjak (odc. 13)
- Mirosława Krajewska – Czarownica Marwelina
- Leopold Matuszczak – Różowy Baron
- Jacek Bursztynowicz – Bob
- Paweł Galia – Pirat Trąbek
- Wojciech Machnicki – 
  - pirat,
  - pingwin (odc. 8),
  - smok wampir
- Ryszard Nawrocki – Ektoplazmus
- Dorota Lanton – Syrena Lodyna

i inni
Tekst piosenki: Ryszard Skalski

Opracowanie muzyczne: Czesław Majewski

Piosenkę tytułową śpiewali: Stefan Każuro, Grzegorz Kucias oraz zespół Alibabki

## Lista odcinków
1. Archipelag Królików
2. Wyspy Tików i Taków
3. Laboratorium dr. Lękusa
4. Piramida Pota Pako
5. Wyjąca Wyspa
6. Pałac Wichrów
7. Okno Czasu
8. Niebieski niedźwiedź
9. Kryształowa Katedra
10. Potwór Krititi
11. Kafukai
12. Targ w Antarkos
13. Wyspy Ciemności
14. Fabryka eliksiru okrucieństwa
15. Cmentarzysko balonów
16. Bitwa gorących wysp
17. Powrót na Antarkos
18. Konferencja pogodotwórców
19. Pułapka
20. Kryształowy posąg
21. Błyskawica
22. Rozbitkowie
23. Powrót na wyjącą wyspę
24. Balony ciemności
25. Świat duchów
26. Wyspa niedźwiedzi